# Roman Fjodorovics Ungern-Sternberg

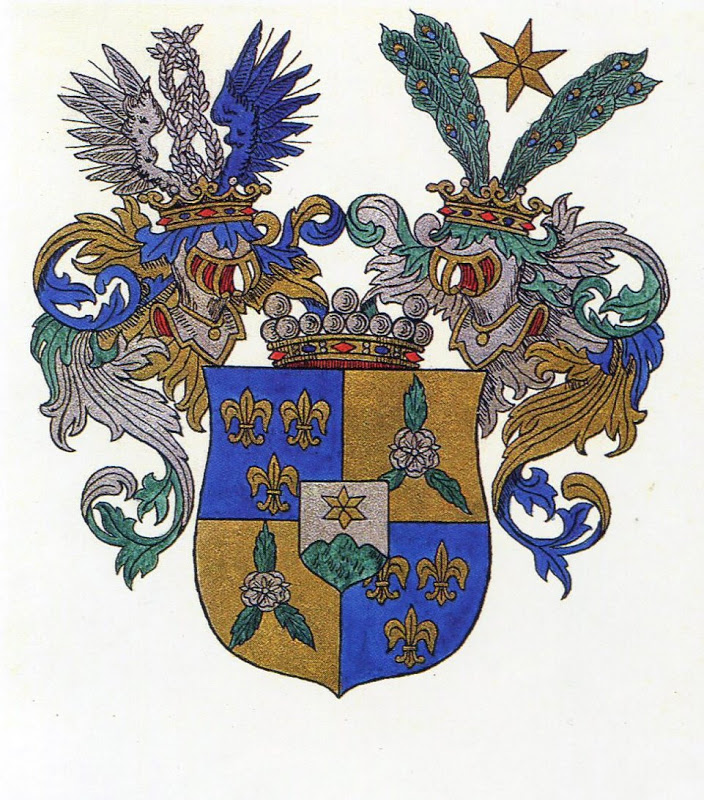
A család nemesi címere

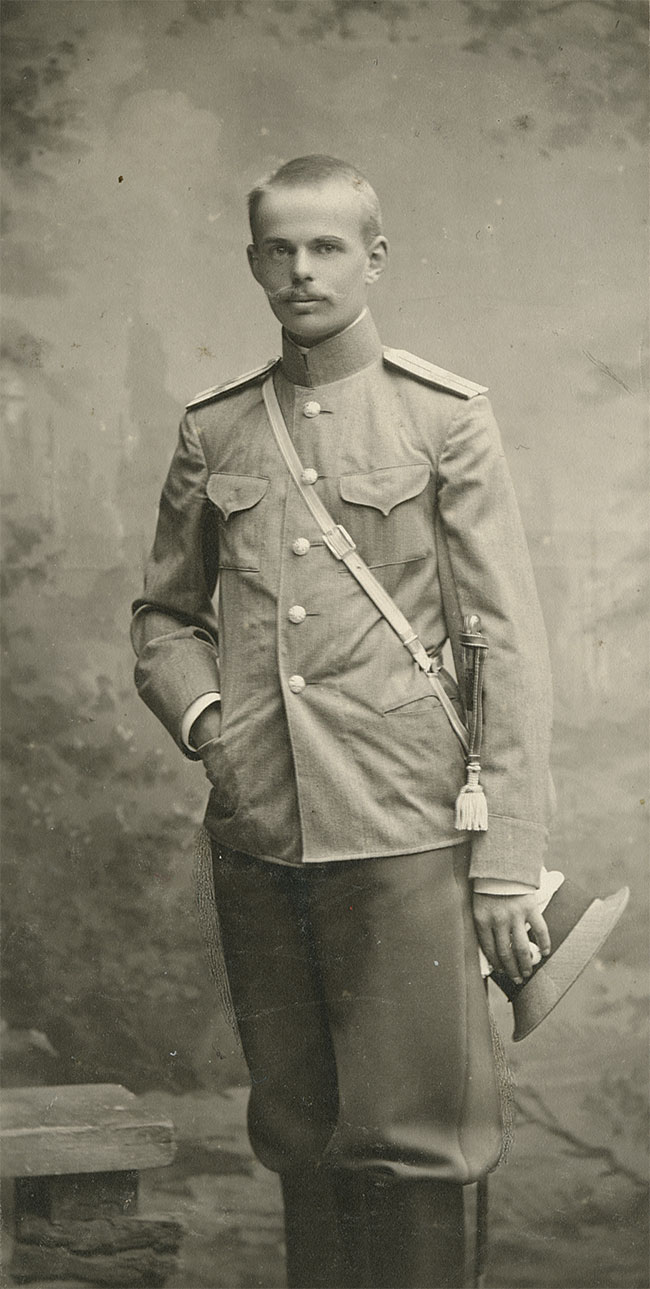
Orosz tiszti uniformisban

Báró Roman Fjodorovics Ungern-Sternberg (oroszul: Роман Фёдорович Унгерн фон Штернберг; Graz, 1886. január 22. – Novoszibirszk, 1921. szeptember 15.) vagy Robert Fjodorovics Ungern von Sternberg,  más néven a Véres Báró. Nemesi családból származó orosz katonatiszt, a legendás Ungern kán néven „Mongólia legfőbb hadura”, és a bolsevikok ellen harcoló fehér katonatisztként a „szent monarchia reprezentánsa”. Példaképe Attila az Isten ostora, és követői szerint ő volt Dzsingisz kán reinkarnációja.
A nagy kán nyomdokain járt, ezért egy erős, nyugat felé törő lovas haderő felállítása volt életének egyik fő célja. A lovas haderővel a szovjetek hatalmának megsemmisítése és a fehérek győzelmének kivívása után a francia forradalomból származó világot akarta eltörölni azért, hogy majd egy teokratikus és tradicionális alapokon nyugvó rendet állítson fel Európában és Ázsiában egyaránt.

## Származása
Észt származású, családja az 1200-as évekig visszavezethető, amiben saját állítása szerint hun és magyar ősök leszármazottjai is megtalálhatók, valamint teuton felmenők úgyszintén.
Rengeteg legenda maradt fenn róla, de személyéhez kapcsolódó hiteles adat annál kevesebb. A róla kialakult képhez nagyban hozzájárult 1921 tavaszán, Mongóliában Ferdynand Ossendowski lengyel íróval történt találkozása, mely később alapul szolgált a róla szóló könyv elkészítéséhez.
Már születése és származása is ellentmondásos, hiszen valószínűleg Grazban született, de van olyan forrás, mely nemesi származású balti német család fiaként Észtországban Järvakandit jelölte meg szülőhelyének.
Családját színes egyéniségek, keresztes-, kóbor-, és rablólovagok, diplomaták, alkimisták alkották. Nagyapja kalózkodott az Indiai-óceánon, amiért elfogása után visszakerült Oroszországba szibériai száműzetésbe. Az indiai kaland eredménye lett, hogy családjának több tagja, és így ő is a buddhizmus követőjévé vált.

## Fiatalsága
Édesapja, Theodor von Ungern-Sternberg nem sorolható a hírhedt családtagok közé. Édesanyja, asszonynevén Sophie-Charlotte von Wimpfen volt. Születési idejével kapcsolatos, hogy 1885. december 29-én született, de a Gergely-naptár miatti eltérés eredménye, hogy orosz iskolába történő beíratásakor 1886 január 22. lett megjelölve, és ez köszön vissza az életéről szóló forrásokban. Születésekor a németes Nikolai Robert Maximilian nevet kapta, melyet később oroszosan Robert-Nyikolaj-Makszimiliannak neveztek, illetve ő a Romant használta.
Szülei 1891-ben különváltak és gyermekként édesanyjánál maradt ezért Revelbe (Tallin) került. Nevelőapja Oskar Anselm Herman Bar. von Hoyningen-Huene volt, aki támogatta a reveli gimnáziumi tanulmányait. Nem hálálta meg azonban a bizalmat, mert a gimnáziumból magaviselete miatt kicsapták és ezután nevelési célzattal katonai iskolába íratták be.

## Katonai pályafutása

### Katonai pályájának kezdete
Szentpétervárott a Pál Katonai Iskola kadétjaként kezdte a katonai hivatást elsajátítani. Egy évvel hamarabb azonban abbahagyta tanulmányait a 20. század első nagy összeütközése miatt, mivel önként csatlakozni akart a harcolókhoz. Az 1904–1905-ös orosz–japán háború azonban cserbenhagyta, mert mire a Távol-Keletre ért, a háború befejeződött. Ezután visszatért a katonai iskolába, és letette a tiszti vizsgát.
Tisztként 1908-tól évekig Szibériában szolgált. Itt lenyűgözte őt a mongolok és burjátok nomád életmódja, bebarangolta Mongóliát a Bajkál-tó környékét, valamint kapcsolatot épített ki tibeti lámaista szerzetesekkel is. Ezt követően Nyugat-Európában is eltöltött rövidebb időszakot.

### Első világháború
Az első világháborúban, harcolt Galiciában, Volhiniában és a Kaukázusban. A harcok során kiemelkedett merészségével. Ötször sebesült meg és rendíthetetlen bátorságáért megkapta a Szent György-keresztet (negyedik osztály), a Szent Vlagyimir-rend negyedik osztályát kardokkal és a Szent Szaniszló érdemrend harmadik fokozatát szintén kardokkal ékesítve.
Bátorsága sok esetben a vakmerőség határát súrolta. Vrangel tábornok memoárjában megemlítette, hogy alárendeltjeként személyesen is ismerte, és nem merte előléptetésre javasolni a személyiségében mutatkozó ellentmondások miatt. Vrangel báró találóan azt írta róla, hogy olyan típusú ember, „aki felbecsülhetetlen érték a háborúban, de elviselhetetlen a békeidőben”.
Ezekben az időkben találkozott Grigorij Mihajlovics Szemjonovval (ismertebb neve Szemjonov atamán), aki meghatározó szerepet játszott későbbi életében.
Szertelen viselkedése miatt többször került kínos helyzetbe, és katonai fenyítésben is részesítették, mikor a román frontról Szentpétervárra rendelték a Szent György-kereszt kitüntetettjeinek találkozójára. Útközben ugyanis részegen Tyernopol város parancsnokának asszisztensét összeverte. A komolyabb büntetést megúszta felettese, Vrangel tábornok közbenjárásának köszönhetően. Ezt írta erről naplójába, „megmentettem őt, hiszen el kellett küldjem Ázsiába, hogy valaki megszervezzen és kiképezzen egy hadosztályt”.
Az 1917-es októberi orosz forradalom után az Ideiglenes Kormány az Orosz Távol-Keletre küldte őt Szemjonov atamán alárendeltségébe azzal a céllal, hogy megszervezzék a kormányhoz hű katonai jelenlétet a térségben. Karizmatikus személyiség volt, és ennek is köszönhetően 1918-ra felállította a később hírhedtté vált Ázsiai Lovashadosztályt.

### A bolsevik forradalom után
Szemjonov jobb kezének tekintette őt és kinevezte kormányzónak a Bajkál-tó keleti parti területére, melyet akkor Dauria néven említettek. Központja Csita, ahol számos magyar hadifoglyot (a hirhedt Szamuely Tibor, Ujfalussy János zászlós) őriztek. Az elkövetkező hónapokban brutális kegyetlenséggel próbálta a helyi népeket alattvalóivá tenni. Itt nyerte el a „Véres Báró” címet. Híresen kegyetlenül bánt a kommunistákkal, több alkalommal is egy-egy elfogott csoportból azonnal felismerte a kommunista felforgatókat, akiket kivégeztetett, míg a csoport többi tagját, amennyiben azok hajlandók voltak harcolni, besoroztatta a saját seregébe.
A politikai viszonyok állandó változásának eredményeként Szemjonov és Ungern-Sternberg antibolsevista magatartásuk ellenére egy idő után elhatárolódott a fehérektől. Elutasították a fehérek névleges vezetőjének tartott Kolcsak admirálisnak a fennhatóságát, mert ekkor már maguk mögött tudták Japán támogatását. Kaptak tőlük fegyvert és pénzt is, hiszen a japánok egy bábállamot szerettek volna létrehozni a térségben és erre a feladatra szerintük tökéletesen megfeleltek mindketten.
Ungern von Sternberg hadserege keveréke volt orosz és helyi törzsi csapatoknak. Csapatai azonosítására külön zászlót is használtak, mely sárga alapon a báró nevére utalva egy fekete „U” betű volt varrva.
Az Ázsiai Lovashadosztály valójában gyenge harcértékkel bírt és inkább félregurális szabadcsapatnak tűnt, mint szervezett katonai erőnek. Ennek megfelelően nem a harctéren nyújtottak kiemelkedőt, hanem elsősorban a fosztogatásban. Válogatás nélkül kirabolták a fehér és vörös szállítmányokat a Bajkálon-túli útvonalon. Tevékenységük jelentősen befolyásolta Kolcsak admirális csapatainak harci tevékenységét az Ural környékén, amivel meglehetősen nagy szívességet tettek a bolsevikoknak.

### Végleges különválás 1920-ban
Kolcsak admirális halála után Ungern-Sternberg 1920 őszén különvált Szemjonovtól, és önállósította magát mint független hadúr. Hitt abban, hogy a monarchia az egyetlen, mely megmentheti a nyugati civilizációt a korrupciótól és az önpusztítástól. Meggyőződése volt, hogy meg kell őrizni a trónon a kínai Csing-dinasztiát, amely egyedül egyesítheti a Távol-Kelet népeit.
Mongólia 1919 óta a Kínai Köztársaság megszállása alatt állt. Az Ázsiai Lovashadosztály 1920 végén és 1921 elején betört az országba, és az elmozdított, akkor éppen bebörtönzött Bogdo Kán megsegítésére sietett.
Október 2-án lépték át csapatai a mongol határt, és a Bajandzurh-hegy mellett lévő Hürét kezdte ostromolni, de csapatait a kínaiak visszaverték. Ungern báró november 7-ig még többször próbálkozott, azonban végig sikertelenül.
A kezdeti katonai sikertelenségét politikai téren tudta ellensúlyozni. Hűhin kutuktu kolostorában ideiglenes kormányt alakított, majd visszatért újra a fegyveres harchoz.
Januárban már a fővárost, Urgát (most Ulánbátor) ostromolták csapatai, de a köztársaságpárti kínaiak, nagy veszteségeket okozva visszaverték őket. Ezután Ungern-Sternberg cselhez folyamodott. Felgyújtatta az egész főváros környékét azt színlelve, hogy nagy és erős hadsereg vette körül a védőket. A „túlerőtől” megrettent kínaiaktól február 4-én egy nagy lovasrohammal vette be a várost.

### Mongol hadúr
Bogdo kán kiszabadítása és az utolsó kínai kiverése után helyreállították a kán uralmát. Ő hálája jeléül a „Mongólia legfőbb hadura és a szent monarchia reprezentánsa” címet adományozta neki.
1921. március 13-án Mongólia - alkotmányos monarchiaként - kikiáltotta függetlenségét, melyben Ungern kán legfőbb hadúrként a hadsereg irányítója volt. Úgy viselkedett mint egy diktátor, és élvezte környezete bizalmát, akik misztifikálták és abban hittek, hogy ő Dzsingisz kán reinkarnációja.
Filozófiája egy különleges keveréke volt az orosz nacionalizmusnak, a kínai, tibeti és mongol-hun hitvilágnak. Julius Evola szavaival: „Állítólag egy nagy szenvedély minden emberi vonást „kiégetett” belőle és nem hagyott meg mást, mint egy, az élettel és a halállal nem törődő erőt. Ezzel együtt csaknem misztikus vonások voltak benne jelen. Még mielőtt Ázsiába ment volna már a buddhizmust gyakorolta (ami egyáltalán nem szűkíthető le egy humanitárius és morális tanításra), és a tibeti tradíció képviselőivel meglévő kapcsolatai a fent említett események keretében sem korlátozódtak pusztán a külsőleges, politikai és katonai területre. Bizonyos természetfeletti képességekkel is rendelkezett: beszéltek például a sajátos éleslátásáról, ami lehetővé tette számára, hogy mások lelkében pontosan olyan tisztán olvasson, mint ahogy valaki a fizikai dolgokat észleli.”

### Vereség és kivégzés 1921
A Vörös Hadsereg egységeket küldött ellenük mongol ellenpártiak támogatása mellett, de kezdetben a mongol területeken folyó csatározásokban alulmaradtak Ungern-Sternberg csapataival szemben. A támadásra válaszként Ungern kán májusban megkísérelt meghódítani szovjet területeket. A merész vállalkozást júliusban még sikerek jellemezték, de egy ellentámadás során saját katonái augusztus 21-én fogságba ejtették, és átadták a bolsevikoknak.
Ötórás és húsz perces tárgyalás után 1921. szeptember 15-én báró Roman Fjodorovics Ungern-Sternberget golyó általi halálra ítélték, és az ítéletet még aznap végrehajtották.
Bogdo kán, mikor a kivégzéséről értesült, imádkozni rendelte lelki üdvösségéért egész Mongóliát.

## Ungern-Sternberg a képzeletben és a valóságban

Corto Maltese képregényének részlete

Ungern-Sternberg feltűnik több, a korról szóló novellában. Általában hősként, a mongol nemzet megmentőjeként, aki a Vörös Hadsereggel is szembeszáll. Feldolgozta történetét többek között Viktor Pelevin, Daniel Easterman és Hugo Pratt.
Az elveszett aranyvonat fosztogatói című Corto Maltese műben is szerepel a báró alakja (magyarul Velencei mese címmel jelent meg a Képes Kiadónál 1996-ban). 2002-ben francia-olasz (magyar támogatással), egész estés animációs film készült a Maltese-képregényből.

## Fordítás
- Ez a szócikk részben vagy egészben  a   Roman Ungern von Sternberg című angol Wikipédia-szócikk ezen változatának fordításán alapul.  Az eredeti cikk szerkesztőit annak laptörténete sorolja fel. Ez a jelzés csupán a megfogalmazás eredetét és a szerzői jogokat jelzi, nem szolgál a cikkben szereplő információk forrásmegjelöléseként.

## Ajánlott irodalom
- Aljosin, Dimitrij(1941) Asian Odyssey. New York (angol nyelvű)
- Hopkirk, Peter (1986) Setting the East Ablaze: on Secret Service in Bolshevik Asia. Don Mills, Ont. (angol nyelvű)
- Ferdinand Oszendovszkij (1938) Beasts, Men and Gods New York (angol nyelvű)
- Palmer, James (2008) The Bloody White Baron. London: Faber and Faber ISBN 0571230237 (angol nyelvű)

### Magyar nyelven
- Corto Maltese, az aranyvonat fosztogatója (magyar nyelven). parameter.sk. (Hozzáférés: 2012. július 26.)
- Ungern-Sternberg: A "kegyetlen" antibolsevik (magyar nyelven). youtube.com. (Hozzáférés: 2012. július 26.)
- Svetislav Jovanov: Corto Maltese, avagy a rejtélyes vitorla és a rejtélyes kert (magyar nyelven) (pdf). lib.jgytf.u-szeged.hu. [2016. március 5-i dátummal az eredetiből archiválva]. (Hozzáférés: 2012. július 26.)

### Német nyelven
- Genealogisches Handbuch der baltischen Ritterschaften, Görlitz, 1930 (német nyelven). daten.digitale-sammlungen.de. (Hozzáférés: 2011. augusztus 4.)
- Dondog Batjargal: "Denken ist Feigheit!"  - Der Usurpator Baron Ungern von Sternberg (német nyelven). mongolei.de. (Hozzáférés: 2011. augusztus 4.)